# Ford Escort (China)
Se conoce con el nombre de Ford Escort a tres series de automóviles de turismo, fabricados por el holding estadounidense Ford Motor Company. En primer lugar, este nombre se utilizó para denominar a una serie de vehículos que fueron producidos entre 1967 y 2003 a nivel global (considerada la serie original), teniendo su principal punto de desarrollo en la localidad de Halewood, Inglaterra. En segundo lugar, fue bautizado con este nombre una serie de vehículos derivados de la gama de productos Mazda 323 y comercializados en Estados Unidos entre 1980 y 2003.
Finalmente, la tercera serie de vehículos Ford que reutiliza la denominación Escort, es una serie de turismos del segmento C producidos por la filial de FMC en China y cuya producción y comercialización se reduce exclusivamente al mercado de China y Taiwán. Fue presentado en el año 2013 en el Salón del Automóvil de Shanghái, siendo producido más tarde en las factorías de la filial Changan Ford Ltd. ubicadas en Chongqing, China y por la Ford Lio Ho Motor, ubicada en Taoyuan, Taiwán. Su producción efectiva tuvo lugar a partir del mes de enero del año 2015.
Si bien. el objetivo inicial de Ford con su lanzamiento fue el de presentar un nuevo modelo global para su gama de productos, finalmente la producción de este modelo quedó centrada y circunscripta a los mercados chino y taiwanés. Al mismo tiempo, con su presentación Ford volvió a emplear la nomenclatura Escort para denominar uno de sus productos, luego de haber finalizado la producción de la serie global desarrollada en Europa y sustituirla por el Ford Focus.
Este nuevo Escort fue desarrollado a partir de la plataforma de la segunda generación del Ford Focus, siendo presentado con la finalidad de ofrecer al público un modelo de características similares a este último, pero con un nivel de equipamientos inferior. Aun así, este Escort resulta ser unos pocos milímetros más largo (4,587 mm del Escort, contra 4,534 mm de la versión sedán del Focus) y unos dos milímetros más ancho (1,825 mm del Escort contra 1,823 mm del Focus). En sus primeros años de producción, este nuevo Escort fue presentado únicamente en formato de carrocería sedán de 4 puertas.

## Historia

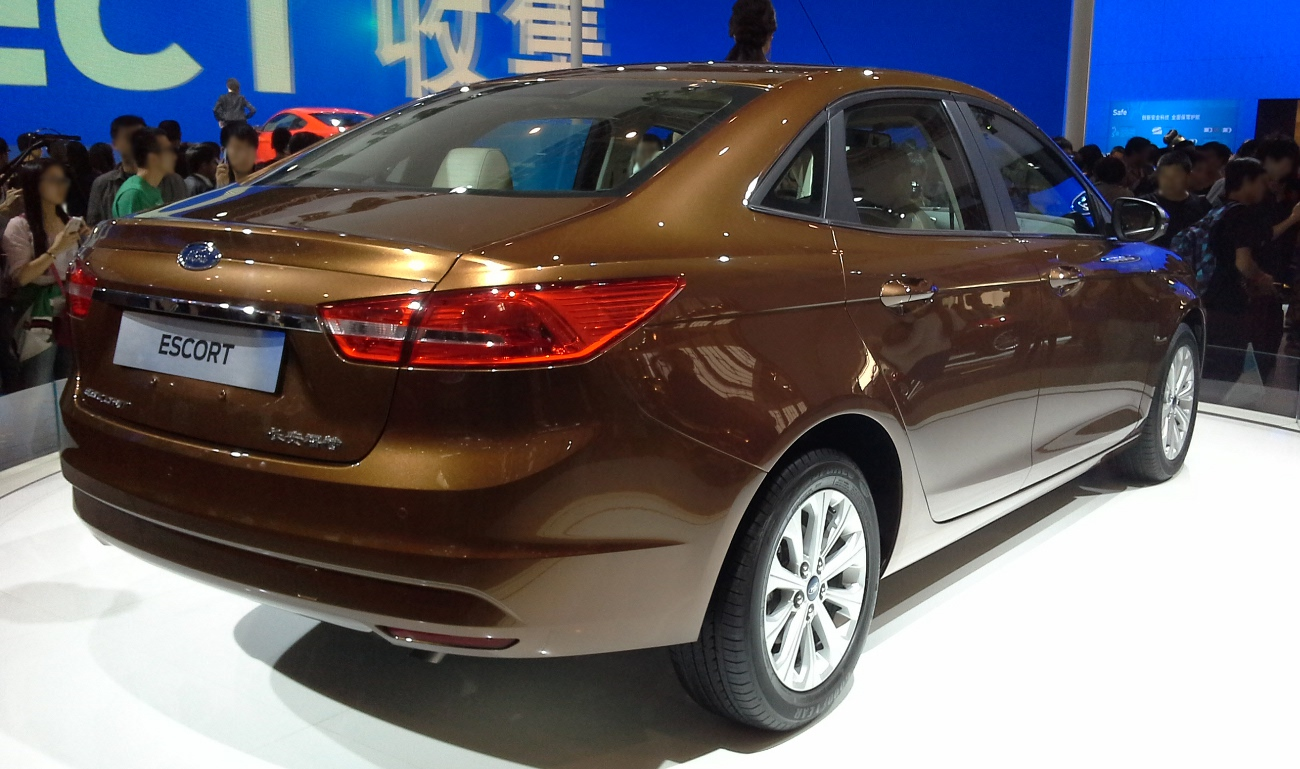
Ford Escort 2014, producido para los mercados chino y taiwanés

A pesar de haber sido bautizado con un nombre histórico para la marca Ford, esta versión de Escort no guarda ninguna relación con las versiones desarrolladas en Europa y América del Norte. Mientras la primera serie fue desarrollada en las múltiples filiales de Ford en Europa, llegando a producir en distintos mercados del mundo hasta 6 generaciones de vehículos entre 1967 y 2003, la segunda fue una serie renombrada de la gama de versiones del modelo Mazda 323 entre los años 1980 y 2003. En ambos casos, sus producciones fueron sustituidas por el Ford Focus.
Tras más de 10 años de haberse producido el cese de la producción del Ford Escort a nivel mundial, Ford consideró la idea de reutilizar la nomenclatura de este automóvil con el fin de presentar un nuevo modelo que inicialmente esté disponible para los mercados del Lejano Oriente. De esta forma, en el año 2013 fue presentado en el Salón del Automóvil de Shanghái un concept car basado sobre la plataforma de la primera generación del Ford Focus. La idea en un principio fue la de basar sobre este concepto, la producción de un nuevo automóvil de bajo costo, cuyo posicionamiento dentro de la gama Ford iba a ser por debajo de la tercera generación del Focus. A pesar de ello, el concepto resultó ser unos pocos milímetros más grande que la versión sedán del Focus, tanto en largo como en ancho. Finalmente, su producción comenzó a ser una realidad a partir de enero del año 2015, siendo producido de manera exclusiva en China y Taiwán.
Estéticamente, como se había mencionado anteriormente, este nuevo Ford Escort resultó ser unos pocos milímetros más grande que su hermano Focus, conjugando además líneas que respetan la corriente de diseño Kinetic Design Attraction, presentada por Ford en el año 2012. Sin embargo, mecánicamente el Focus hizo prevalecer su jerarquía dentro del escalafón de productos de Ford, en relación con este nuevo Escort. En este aspecto, este nuevo Escort fue primeramente presentado con una única opción de motorización, siendo este un 1.5 Sigma Ti-VCT de 4 cilindros lineales con sincronización independiente doblemente variable de árbol levas (Ti-VCT), acoplado a dos opciones de transmisión: Una caja manual de 5 velocidades o una automática SelecShift de 6. En el año 2018, se introdujo como novedades las incorporaciones del motor 1.0 EcoBoost de 3 cilindros y 998 cc con turbocompresor, y de la caja manual de 6 velocidades en reemplazo de la de 5. En cuanto a equipamientos, este Escort ofrece llantas de aleación de 17 pulgadas, ópticas LED delanteras y traseras, tablero con tres instrumentos de aguja y velocímetro digital, control de estabilidad, airbags frontales, laterales y de cortina y monitoreo de presión de los neumáticos.

## Ficha técnica
| Modelos         | Ford Escort (China) | Ford Escort (China) | Ford Escort (China) | Ford Escort (China) |
| --------------- | ------------------- | ------------------- | ------------------- | ------------------- |
| Valores         |                     |                     |                     |                     |
| EcoBoost MT     | EcoBoost AT         | Sigma MT            | Sigma AT            |                     |
| Período         | 2018 - Presente     | 2018 - Presente     | 2014 - Presente     | 2014 - Presente     |
| Motorización    | 1.0 EcoBoost        | 1.0 EcoBoost        | 1.5 Sigma Ti-VCT    | 1.5 Sigma Ti-VCT    |
| Cilindrada      | 998 cc              | 998 cc              | 1497 cc             | 1497 cc             |
| Nº de cilindros | 3                   | 3                   | 4                   | 4                   |
| Cilindrada      | 998 cc              | 998 cc              | 1497 cc             | 1497 cc             |
| Potencia        | 125 CV              | 125 CV              | 113 CV              | 113 CV              |
| Par Motor       | 14,5 kgm            | 14,5 kgm            | 17,3 kgm            | 17,3 kgm            |
| Transmisión     | Manual 6 vel.       | SelecShift 6 vel.   | Manual 6 vel.       | SelecShift 6 vel.   |
| Largo           | 4587 mm             | 4587 mm             | 4587 mm             | 4587 mm             |
| Ancho           | 1825 mm             | 1825 mm             | 1825 mm             | 1825 mm             |
| Alto            | 1490 mm             | 1490 mm             | 1490 mm             | 1490 mm             |
| Batalla         | 2687 mm             | 2687 mm             | 2687 mm             | 2687 mm             |
| Peso en vacío   | 1,255–1,300 kg      | 1,255–1,300 kg      | 1,255–1,300 kg      | 1,255–1,300 kg      |

- [4]

## Artículos relacionados
- Ford Escort europeo
- Ford Escort norteamericano